# Harpagus diodon
El milano muslirrufo (Harpagus diodon), también denominado milano de corbata, gavilán de calzón rufo y milanito de pecho gris, es una especie de ave accipitriforme de la familia Accipitridae que vive en Sudamérica.

## Distribución y hábitat
Se extiende por una amplia variedad de hábitats forestales tanto tropicales como subtropicales de Argentina, Bolivia, Brasil, Ecuador, la Guayana francesa, Guyana, Paraguay y Surinam.